# René Laniel
René Laniel, né le 8 juillet 1900 et mort le 2 juillet 1964, est un homme politique français.

## Détail des fonctions et des mandats
Mandat parlementaire
- 18 mai 1952 - 1er octobre 1956 : Sénateur de l'Orne